# Éric Roy
Éric Serge Roy (Niza, Francia, 26 de septiembre de 1967), exfutbolista, director deportivo y entrenador francés. Jugó de volante y actualmente dirige al Stade Brestois 29 de la Ligue 1 de Francia.

## Carrera

### Como jugador
En su etapa como futbolista, Roy era centrocampista. Debutó profesionalmente con el OGC Nice en 1988. Posteriormente jugó en el SC Toulon, Olympique de Lyon y el Olympique de Marsella. Tras una temporada en el Sunderland AFC, volvió a su país de la mano del Troyes. También jugó en el Rayo Vallecano antes de volver al Nice y retirarse en 2004.

### Como entrenador y director deportivo
Roy comenzó su carrera como técnico el 9 de marzo de 2010, haciéndose cargo del primer equipo del OGC Nice, club del cual era director deportivo. Logró evitar el descenso del equipo francés, sumando 18 puntos en las 11 últimas jornadas; y continuó en el cargo, volviendo a lograr la permanencia en la Ligue 1 2010-11. Finalmente, fue despedido el 15 de noviembre de 2011, tras obtener 2 triunfos en 13 partidos. Volvió a asumir las funciones de director deportivo hasta que dejó el club al año siguiente.
En septiembre de 2017, se incorporó al RC Lens como mánager general. Permaneció en el cargo durante un año y medio.
En 2019, firmó como director deportivo del Watford, desempeñando dicha labor hasta el término de la temporada.
El 3 de enero de 2023, volvió a los banquillos de la mano del Stade Brestois 29. Logró el objetivo de la permanencia sin problemas, por lo que renovó su contrato con el club por dos años más. En la temporada siguiente, su equipo finalizó 3º en la Ligue 1, por lo que se clasificó para la Liga de Campeones de la UEFA por primera vez en su historia. Por este motivo, Roy fue galardonado con el premio de mejor entrenador del curso.

## Clubes

### Como futbolista
| Club                  | País       | Año       |
| --------------------- | ---------- | --------- |
| OGC Nice              | Francia    | 1988-1992 |
| SC Toulon             | Francia    | 1992-1993 |
| Olympique de Lyon     | Francia    | 1993-1996 |
| Olympique de Marsella | Francia    | 1996-1999 |
| Sunderland            | Inglaterra | 1999-2000 |
| Troyes AC             | Francia    | 2001      |
| Rayo Vallecano        | España     | 2001-2002 |
| OGC Nice              | Francia    | 2002-2004 |

### Como entrenador
| Club              | País    | Año       |
| ----------------- | ------- | --------- |
| OGC Nice          | Francia | 2010-2011 |
| Stade Brestois 29 | Francia | 2023-Act. |

## Estadísticas como entrenador
| Equipo                    | Div.                | Temporada           | Liga  | Liga | Liga | Liga | Liga |       | Copa | Copa | Copa | Copa  |   | Internacional | Internacional | Internacional | Internacional | Internacional |   | Otros | Otros | Otros | Otros |    | Totales     | Totales | Totales | Totales | Totales | Totales | Totales | Totales |
| Equipo                    | Div.                | Temporada           | Part. | G    | E    | P    | Pos. | Part. | G    | E    | P    | Part. | G | E             | P             | Pos.          | Part.         | G             | E | P     | Part. | G     | E     | P  | Rendimiento | GF      | GC      | Dif.    |         |         |         |         |
| ------------------------- | ------------------- | ------------------- | ----- | ---- | ---- | ---- | ---- | ----- | ---- | ---- | ---- | ----- | - | ------------- | ------------- | ------------- | ------------- | ------------- | - | ----- | ----- | ----- | ----- | -- | ----------- | ------- | ------- | ------- | ------- | ------- | ------- | ------- |
| OGC Nice Francia          | 1.ª                 | 2009-10             | 11    | 4    | 6    | 1    | 15.º | -     | -    | -    | -    | -     | - | -             | -             | -             | -             | -             | - | -     | 11    | 4     | 6     | 1  | 54.54%      | 14      | 12      | +2      |         |         |         |         |
| OGC Nice Francia          | 1.ª                 | 2010-11             | 38    | 11   | 13   | 14   | 17.º | 6     | 3    | 1    | 2    | -     | - | -             | -             | -             | -             | -             | - | -     | 44    | 14    | 14    | 16 | 42.43%      | 39      | 55      | -16     |         |         |         |         |
| OGC Nice Francia          | 1.ª                 | 2011-12             | 13    | 2    | 5    | 6    | Inc. | 2     | 2    | 0    | 0    | -     | - | -             | -             | -             | -             | -             | - | -     | 15    | 4     | 5     | 6  | 37.78%      | 16      | 16      | +0      |         |         |         |         |
| OGC Nice Francia          | Total               | Total               | 62    | 17   | 24   | 21   | -    | 8     | 5    | 1    | 2    | -     | - | -             | -             | -             | -             | -             | - | -     | 70    | 22    | 25    | 23 | 43.33%      | 69      | 83      | -14     |         |         |         |         |
| Stade Brestois 29 Francia | 1.ª                 | 2022-23             | 21    | 8    | 7    | 6    | 14.º | 2     | 1    | 0    | 1    | -     | - | -             | -             | -             | -             | -             | - | -     | 23    | 9     | 7     | 7  | 49.27%      | 29      | 24      | +5      |         |         |         |         |
| Stade Brestois 29 Francia | 1.ª                 | 2023-24             | 34    | 17   | 10   | 7    | 3.º  | 3     | 2    | 0    | 1    | -     | - | -             | -             | -             | -             | -             | - | -     | 37    | 19    | 10    | 8  | 60.36%      | 57      | 38      | +19     |         |         |         |         |
| Stade Brestois 29 Francia | 1.ª                 | 2024-25             | 34    | 15   | 5    | 14   | 9.º  | 4     | 3    | 0    | 1    | 10    | 4 | 1             | 5             | 1/16          | -             | -             | - | -     | 48    | 22    | 6     | 20 | 50%         | 69      | 85      | -16     |         |         |         |         |
| Stade Brestois 29 Francia | 1.ª                 | 2025-26             | 1     | 0    | 1    | 0    | -    | 0     | 0    | 0    | 0    | -     | - | -             | -             | -             | -             | -             | - | -     | 1     | 0     | 1     | 0  | 33.33%      | 3       | 3       | +0      |         |         |         |         |
| Stade Brestois 29 Francia | Total               | Total               | 90    | 40   | 23   | 27   | -    | 9     | 6    | 0    | 3    | 10    | 4 | 1             | 5             | -             | -             | -             | - | -     | 109   | 50    | 24    | 35 | 53.21%      | 158     | 150     | +8      |         |         |         |         |
| Total en su carrera       | Total en su carrera | Total en su carrera | 152   | 57   | 47   | 48   | -    | 17    | 11   | 1    | 5    | 10    | 4 | 1             | 5             | -             | -             | -             | - | -     | 179   | 72    | 49    | 58 | 49.34%      | 227     | 233     | -6      |         |         |         |         |
| 1. 2.                     |                     |                     |       |      |      |      |      |       |      |      |      |       |   |               |               |               |               |               |   |       |       |       |       |    |             |         |         |         |         |         |         |         |

#### Resumen por competiciones
| Competición                  | Partidos | Ganados | Empatados | Perdidos | %      | Resultado              |
| ---------------------------- | -------- | ------- | --------- | -------- | ------ | ---------------------- |
| Ligue 1                      | 152      | 57      | 47        | 48       | 47.81% | 3.er lugar             |
| Copa de Francia              | 14       | 9       | 1         | 4        | 66.67% | Semifinales            |
| Copa de la Liga de Francia   | 3        | 2       | 0         | 1        | 66.67% | Octavos de final       |
| Liga de Campeones de la UEFA | 10       | 4       | 1         | 5        | 43.33% | Dieciseisavos de final |
| TOTAL                        | 179      | 72      | 49        | 58       | 49.34% | Sin Títulos            |